# Akbarnama
Akbarnama es la crónica oficial del reinado del emperador Akbar, el tercer monarca del Imperio Mogol. Esta obra fue encargada por el propio Akbar a su historiador y biografo personal, el erudito Abul Fazl, quien era considerado como una de las "nueve joyas de la corte de Akbar". Este documento incluye descripciones de sus experiencias, de la historia de su reinado y de su vida personal.

## Historia
Abul Fazl escribió la obra entre los años 1590 y 1596. Se cree que fue ilustrado entre los años 1592 y 1594 por al menos cuarenta y nueve artistas procedentes de la corte de Akbar.
El libro tardó 7 años en ser completado y los manuscritos originales contenían una serie de ilustraciones que representaban los textos, todas las ilustraciones son representativas de la Escuela de Arte Mogol y del trabajo de los maestros de la Corte Imperial, incluyendo a Basawan, cuyo uso del retrato en sus ilustraciones fue una innovación en el arte indio.
Después de la muerte de Akbar, en 1605, el manuscrito permaneció en la biblioteca de su hijo, Jahangir. Hoy en día, este manuscrito se encuentra en el Museo de Victoria y Alberto. Poco después de que el museo adquiriera el manuscrito, las pinturas y el frontispicio ilustrado se retiraron, con el objetivo de enmarcar el manuscrito y exponerlo al público.

## Volúmenes I y II
El primer volumen de Akbarnama trata sobre el nacimiento de Akbar, la historia de la dinastía Timúrida, de los reinados de Babur y Humayun, y de los Sultanes Suri de Delhi.

## Volumen III: El Ain-i-Akbari

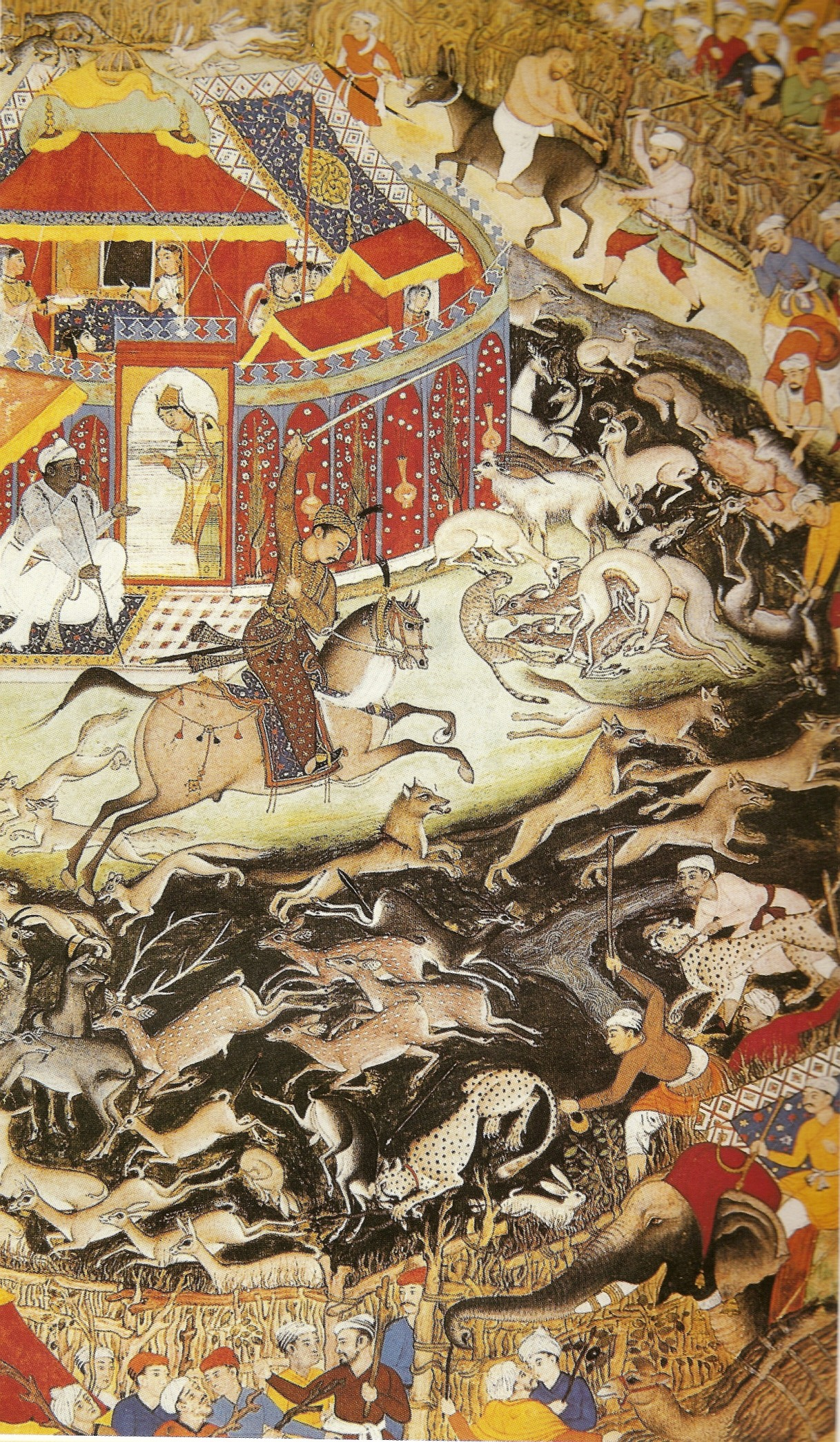
Akbar en una cacería

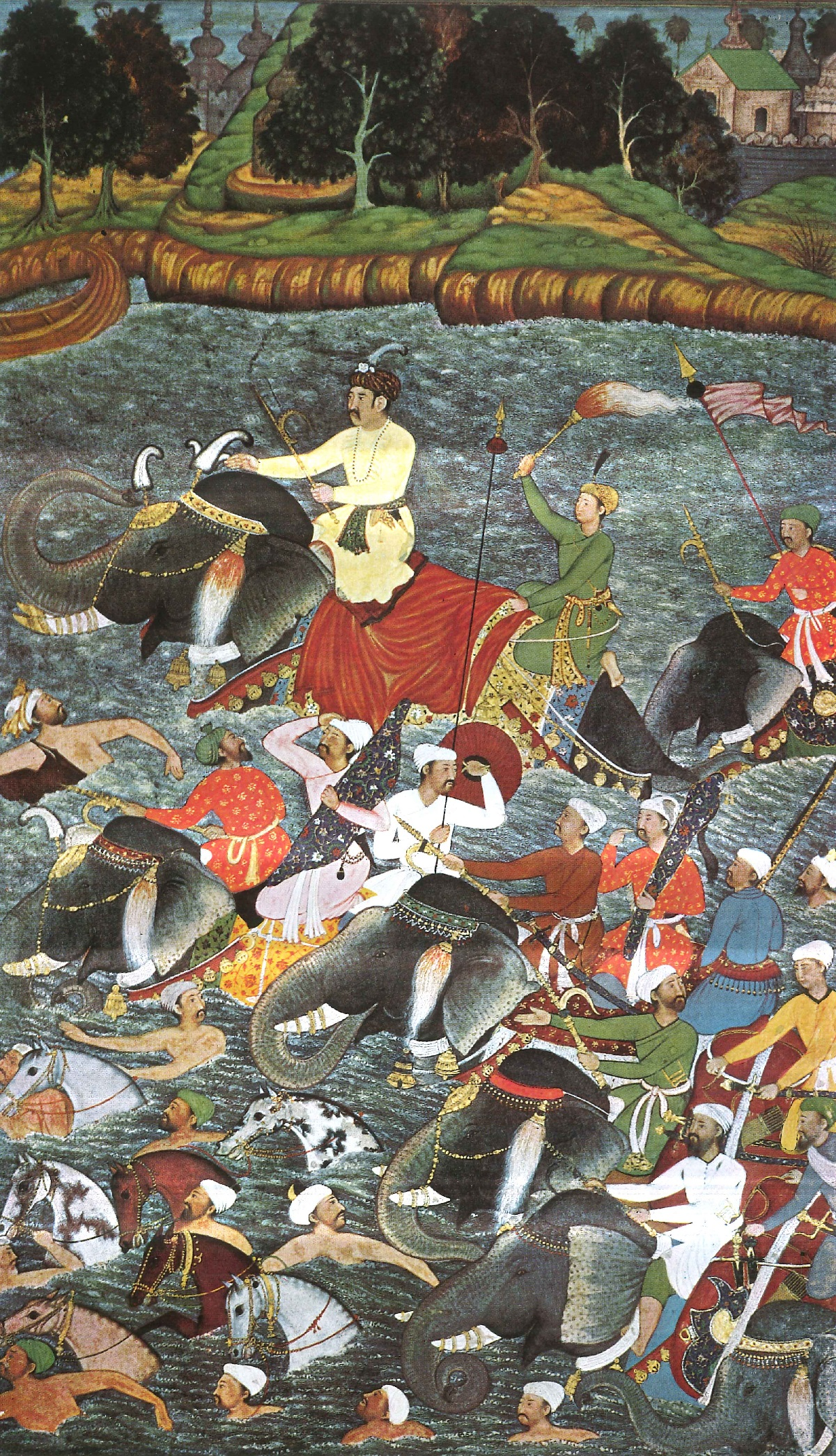
El Emperador Mogol Akbar cruzando el río durante la noche.

El tercer volumen se llama Â'în-i-Akbarî, y detalla el sistema administrativo del Imperio Mogol. En este volumen encontramos la famosa "Cuenta de las Ciencias Hindúes". También deja constancia de los detalles del hogar de Akbar, los ingresos y la geografía del Imperio. Sus textos también son ricos en detalles acerca de las tradiciones y cultura de las personas que habitaban en la India por aquella época. Este volumen es famoso por sus ricos detalles estadísticos sobre cosas tan diversas como los rendimientos de las cosechas, los precios, los salarios y los ingresos. Aquí Abul Fazl expresa su ambición con sus propias palabras: "Ha sido, durante mucho tiempo, el ambicioso deseo de mi corazón revisar, en cierta medida, las condiciones generales de este vasto país, y dejar constancia de las opiniones profesadas por la mayoría de los sabios entre los hindúes. No sé si el amor por mi tierra natal ha influenciado en la exactitud de la investigación histórica y la veracidad del relato...". En este volumen, el erudito, expone las creencias de las principales escuelas filosóficas hindúes, jainistas, budistas y nastikas. Abul Fazl también deja constancia de la geografía India y de cosmografía. La mayor parte de esta información deriva de textos sánscritos y de diversos sistemas de información. 
En su descripción del Hinduismo, Abul Fazl, trata de relacionar todo a algo que los musulmanes puedan entender. La mayoría de los musulmanes más ortodoxos creían que los hindúes eran culpables de cometer los pecados más graves, el politeísmo y la idolatría.
Sobre el tema de la idolatría, Abul Fazl, afirma que los símbolos e imágenes que llevan los hindúes no son ídolos, sino que simplemente están ahí para permitir que sus mentes divaguen. Él afirma que solo les es necesario servir y adorar a Dios.
En este volumen también se describen los Sistemas de Castas. Abul Fazl deja constancia del nombre, el rango y los deberes de cada Casta.
Abul Fazl también escribe sobre el Karma: "Este es un sistema de conocimiento de carácter increíble y extraordinario, en el que los sabios del Indostán concurren sin ninguna disidencia" .
El Ain-i-Akbari se encuentra actualmente expuesto en el Palacio Hazarduari, en Bengala.

## El Akbarnama de Faizi Sirhindi
El Akbarnama de Shaikh Illahdad Faiz Sirhindi es otra biografía contemporánea del emperador mogol Akbar. Este trabajo, en su mayoría, es una compilación de la obra Tabaqat-i-Akbari de Khwaja Nizam-ud-Din Ahmad y del Akbarnama de Abul Fazl. Los únicos elementos naturales de esta obra son unos versos y algunas historias interesantes. Se sabe muy poco sobre el escritor de este Akbarnama. Su padre, Mulla Ali Sher Sirhindi, fue un erudito muy conocido y el escritor de Tabaqat-i-Akbari, fue su alumno. Este escritor vivió en Sirhind sarkar de Delhi Subah y fue obsequiado con tierras por el emperador. Su obra más importante es el diccionario persa, el Madar-ul-Afazil, terminado en 1592. Empezó a escribir este Akbarnama a la edad de 36 años. Su obra también termina en 1602, como la de Abul Fazl. Este trabajo nos ofrece alguna información adicional con respecto a los servicios prestados por Shaikh Farid Bokhari al emperador Akbar. También proporciona una información muy valiosa sobre el asedio y captura de Asirgah.

## Traducciones
1. Beveridge Henry. (tr.) (1902@–39, Reimpresión 2010). El Akbarnama de Abu-L-Fazl, Vol. Yo & II, Delhi: Publicaciones de Precio Bajo, ISBN 81-7536-482-3.
2. Beveridge Henry. (tr.) (1902@–39, Reimpresión 2010). El Akbarnama de Abu-L-Fazl, Vol. III, Delhi: Publicaciones de Precio Bajo, ISBN 81-7536-483-1.
3. Beveridge Henry. (tr.) (1902@–39, Reimpresión 2010). El Akbarnama de Abu-L-Fazl, Puso de 3 Volúmenes, Atados en 2, Delhi: Publicaciones de Precio Bajo, ISBN 81-7536-481-5.

- Ain-e-Akbari, inglés tr. Por Coronel H. S. Jarrett. La Sociedad asiática de Bengal, Calcutta. 1948
- La Historia de Akbar, Volumen 1 (el Akbarnama), por Abu'l-Fazl ibn Mubarak, editado y traducido por Wheeler M. Thackston, Murty Biblioteca Clásica de India, Harvard Prensa Universitaria (enero de 2015), hardcover, 656 páginas, ISBN 978-0-674-42775-4

## Ver en línea
- Fazl, Abu'l (1877). Akbarnamah  (Persian), Vol. 1. Asiatic Society, Calcutta., Calcutta.  (Libro en línea)
- Fazl, Abu'l (1879). Akbarnamah  (Persian), Vol. 2. Asiatic Society, Calcutta.
- Fazl, Abul; (tr. by H. Beveridge) (1897–1939). The Akbarnama (Vol. I-III). Asiatic Society, Calcutta. Archivado desde el original el 4 de junio de 2010. Consultado el 4 de junio de 2015.